# Chioggia

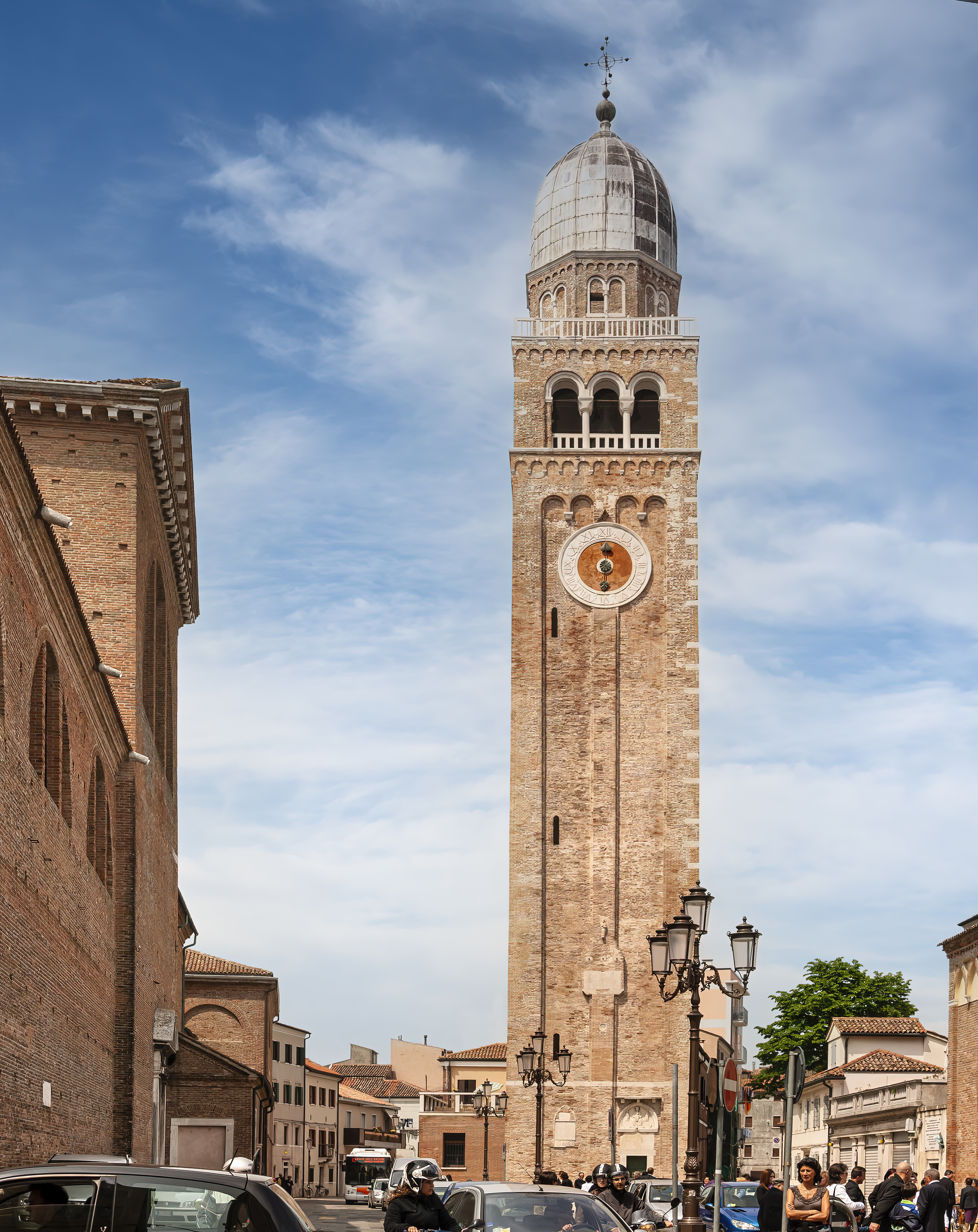
Campanário de Chioggia.

Chioggia (Cióxa /'ʧo:za/ em dialecto veneto-chioggiotto, em latim: Clodia) é uma comuna italiana da província de Veneza, com cerca de 49.832 habitantes.
É a sétima cidade mais populosa da região do Vêneto e a primeira entre aquelas que não são capitais de província.

## Geografia física

### Território
A cidade de Chioggia encontra-se na foz do Ádige, na parte mais a sul da província de Veneza. O centro histórico da cidade situa-se na extremidade meridional da lagoa sobre um grupo de pequenas ilhas divididas por canais e ligadas por pontes. Ao contrário de Veneza, grande parte da sua área urbana pode ser percorrida por automóveis e transportes públicos. Graças à construção da Ilha da União (e da sua ponte homónima que atravessa a lagoa do Lusenzo), forma um único centro urbano juntamente com a vizinha Sottomarina - situada na faixa de terra que separa a lagoa do mar. O resto da cidade está localizada no interior e compreende a foz dos rios Brenta e Ádige - juntamente com muitos outros rios e canais menores a Sul – e com o litoral interno lagunar junto do Valle di Millecampi a Noroeste de Chioggia. Igualmente relevante é a presença da Reserva Natural do Bosco Nordio entre as duas fracções de Sant'Anna e Cavanella d'Adige. Este proporciona um raro exemplo do que foi o ponto alto do litoral do alto Adriático; este, que nos tempos antigos foi o mais distinto de todo o território do Golfo de Veneza.
No que diz respeito ao risco sísmico, Chioggia está classificada como zona 4, ou seja, de risco muito baixo.

### Clima
Segundo a escala de Köppen-Geiger, Chioggia possui um clima de tipo Cfa, isto é, quente mas temperado (típico do Vale do Pó) dado a proximidade do mar. Ali existe uma pluviosidade significativa ao longo do ano. Mesmo o mês mais seco tem uma elevada pluviosidade. A temperatura média anual em Chioggia é 13.4°C e a sua pluviosidade média anual é de 779mm.
A precipitação é mais intensa na Primavera e no Outono, enquanto que no Inverno a neve não é muito frequente nem duradoura. Isto deve-se ao sal proveniente do mar e das águas lagunares. A névoa do Inverno e o calor estival são frequentes dada a elevada humidade da zona. Os ventos principais são o Bora, o Scirocco, que causa o fenômeno da água alta, e o Libeccio, um vento quente de Sudoeste, proveniente do deserto do Saara.
Do ponto de vista legislativo, a cidade de Chioggia encontra-se na "Faixa climática E".

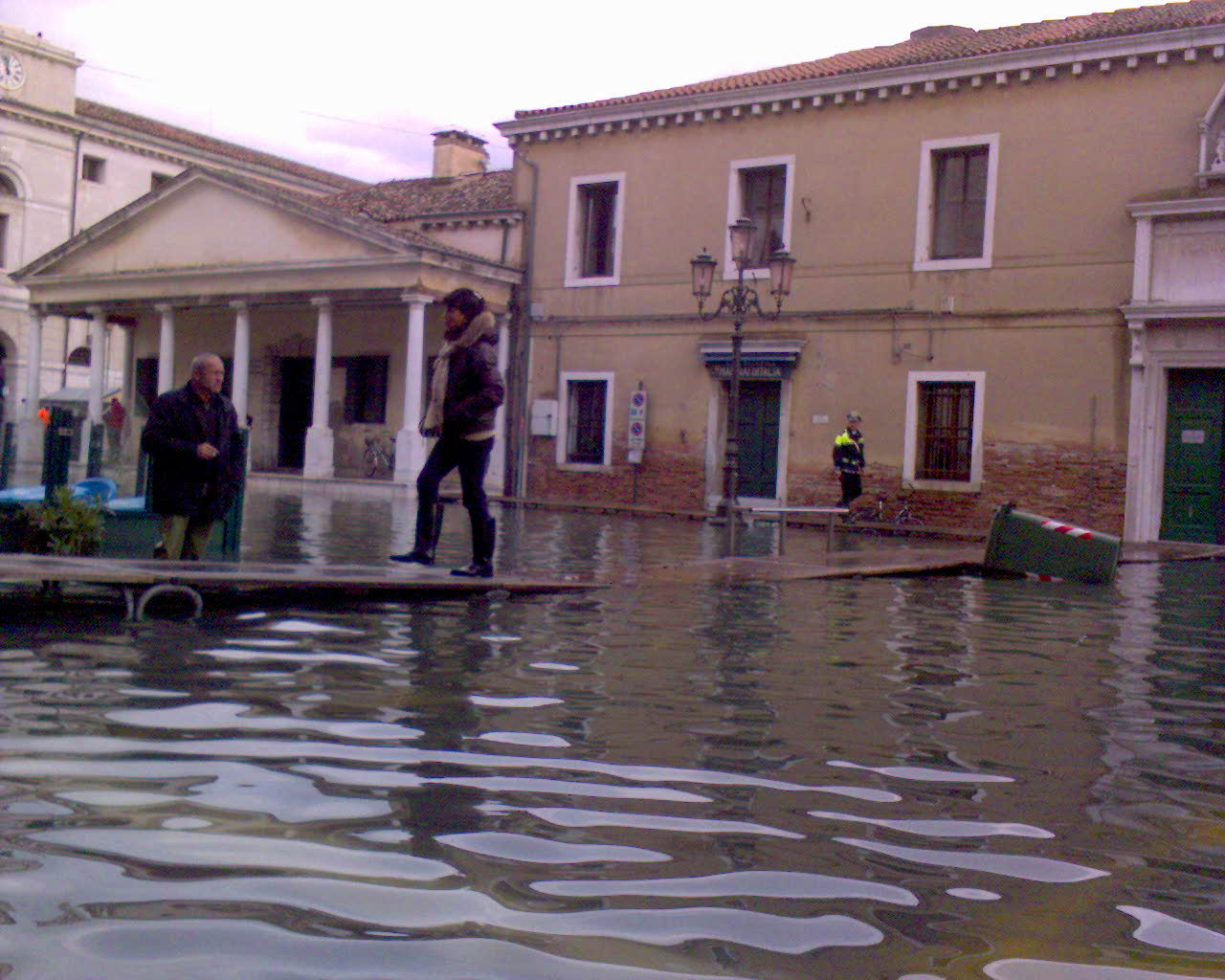
fenômeno de Acqua alta em Chioggia com os passadiços instalados. Em fundo a Loggia dei Bandi e o Monte di Pietà

Chioggia é também afectada por altos picos de maré (conhecidos em todo o mundo como Acqua alta) que se verificam com particular intensidade na Lagoa de Veneza; chegando a provocar inundações nas áreas urbanas. Geralmente, quando o fenômeno da Acqua alta atinge Veneza, Chioggia segue-lhe o passo - ainda que não tenha o mesmo impacto mediático -  com iguais consequências negativas para as habitações, palácios e atividades comerciais. Está implementado um protocolo específico para lidar com este fenômeno da Acqua alta, isto é, existe uma monitorização periódica do fenômeno, de modo a prevenir os efeitos negativos do mesmo: Esta monitorização é levada a cabo pelo Centro de Marés da Cidade de Veneza, que coordena o sistema de alerta de base, caracterizado por um alarme acústico de tipo electro-mecânico. O som alerta para uma maré superior a 110cm; uma eventual repetição alerta para uma previsão superior a 140cm; e uma terceira repetição está associada ao ultrapassar da cota de 160cm.
O sistema de defesa das águas altas proporciona um serviço de passadiços, como acontece em Veneza; este segue um protocolo preciso, que determina os percursos levantadas em relação à altura da maré. O fenômeno está também regulado pelo projeto MOSE (diques de pequena escala), constituído por anteparas móveis situados nos canais de acesso à cidade a fim de impedir que as marés inundem o centro da cidade, com excepção das águas excepcionais que se verão confrontados pelos grandes diques MOSE, obra ainda em fase de construção.

## História

### As origens
A lenda sobre as origens de Chioggia está ligada a Eneias, mítico herói troiano fugido da destruição de Troia que navegou pelo Mediterrâneo para, posteriormente, se fixar no Lácio. Com Eneias partiram também Aquilio e Cláudio que, a meio da viagem, se separaram do seu concidadão para a lagoa veneziana, fundando, respectivamente Pádua, Aquileia e Clodia. Uma prova desta fundação mítica é o símbolo da cidade, um leão vermelho rampante sobre prata, escolhido pelo próprio Cláudio em memória da sua cidade natal, e o nome da própria cidade.
A partir de achados arqueológicos recentes e estudos recentes, podemos situar, como hipótese, o nascimento da cidade por volta do ano 2 000 a.C. pelos Pelasgos, povo de navegadores originário da Tessália, que colonizaram muitas cidades na costa do Adriático.
O nome de Chioggia, deriva de Cluza, "construída artificialmente", para explicar a natureza insular-lagunar da cidade que, sem intervenção humana, estaria submersa a cada maré alta. Outros nomes são, indubitavelmente, de origem pré-helénica como Lusenzo - canal e lagoa localizados entre Chioggia e Sottomarina - Bebe (antiga torre que serviu de posto avançado na fronteira entre os territórios venezianos e de Pádua), Perotolo e Evrone.
Os primeiros assentamentos da cidade de Chioggia, devem estar, portanto, localizados junto da foz do Brenta, que, naquela época, era uma das entradas da lagoa, com o nome de Brondolo, na pequena ilha de Vicus a levante da Fossa Clodia, canal que corresponde agora à Lagoa de Lusenzo, e em Evrone, que corresponde ao porto de Chioggia.

### História antiga
Certo é que a cidade já existia no período romano. Uma prova é a típica estrutura geométrica rectangular que distingue Chioggia; formada por um "Cardo", o actual Corso del Popolo, e um "Decumanus". Como todas as cidades do Veneto, Chioggia fazia parte da Região X, a "decima regio", que compreendia ainda a Ístria.
As primeiras fontes históricas provêm de Plínio, o Velho que na sua Naturalis Historia descreve a zona lagunar veneta como "a terra dos rios" dizendo ainda que:
... saindo do Delta de Pádua, depois de Adria, porto etrusco que deu o nome ao Mar Adriático, encontram-se as fozes originais da superabundância de águas, ditas "Fossas Filistinas" nas quais está o Ádige, que flui desde os Alpes tridentinos e o Togisono (Bacchiglione) que desce dos campos de Pádua. parte desta água alimenta ainda o porto de Brondolo, como os dois Meduaci, o Menor e o Maior (os dois ramos do Brenta) e o Bacino de Chioggia (Fossa Clodia-Canal Lombardo) alimentam Porto Evrone. A estas águas também se juntam as do Pó.
Plínio, o Velho, Naturalis Historia
Chioggia era importante, sobretudo, pelas suas salinas e o seu centro de produção do "Sal Clugiae", um dos mais apreciados por Cassiodoro e pelo próprio Plínio. Ainda que, hodiernamente, já não existam salinas a funcionar, na Antiguidade, a produção de sal era a actividade mais importante para a economia da cidade, que empregava grande parte da população e da força laboral disponível.
Nas águas de Chioggia existiam 72 recintos de água, ou "fondamenti di salina", que iam deste o porto da cidade até às margens adjacentes dos domínios de Pádua; que produziam cerca de 216 vezes as necessidades de toda a população durante um ano.
O sal produzido era, de facto, indispensável para o comércio e o seu preço permitia aos seus habitantes comprar outra qualquer mercadoria difícil de encontrar nas terras lagunares. O "Sal Clugiae", sal de Chioggia, era considerado um bem estatal, o que levaria a Confederação Veneziana a combater numerosas vezes contra os Ferraresi, Romagnoli e Bolognesi de Pádua, que impuseram como única moeda de troca para o comércio, em detrimento de outros tipos de sal de menos renome.
Com o lento declínio do Império Romano, começaram a chegar as primeiras populações bárbaras que, em muitas ocasiões não tiveram escrúpulos em arrasar e devastar as ricas terras dos Romanos. Os primeiros a invadir foram os Visigodos que no ano de 401 d.C., comandados pelo seu rei Alarico, que tentaram ir para o Piemonte; sofrendo, no entanto, numerosas derrotas. A estes, no ano de 404 seguiram-se-lhes os Alanos e os Vândalos. Apenas 7 anos mais tarde, os Visigodos voltaram a Itália e, descendo a partir de Veneza chegaram a Roma, tomando-a e saqueando-a.
Depois de todas as invasões, a mais memorável foi a dos Hunos, em 452 d.C.. Estes, comandados por Átila, conquistaram e destruíram Aquileia, Pádua, Verona e muitas outras terras da região. O medo suscitado por tal violência, levou a um grande fenômeno migratório populacional do continente para as ilhas lagunares; o que se traduziu num aumento populacional da cidade já existente e à fundação de novas cidades como Rivo Alto, primeira pálida companheira da futura e gloriosa Veneza. Muitas foram as famílias que, de Pádua, Monselice e Ateste (a actual Este) emigraram, primeiro para Brondolo e depois para Chioggia criando aquele que seria o principal tecido social dos séculos seguintes.

### História medieval

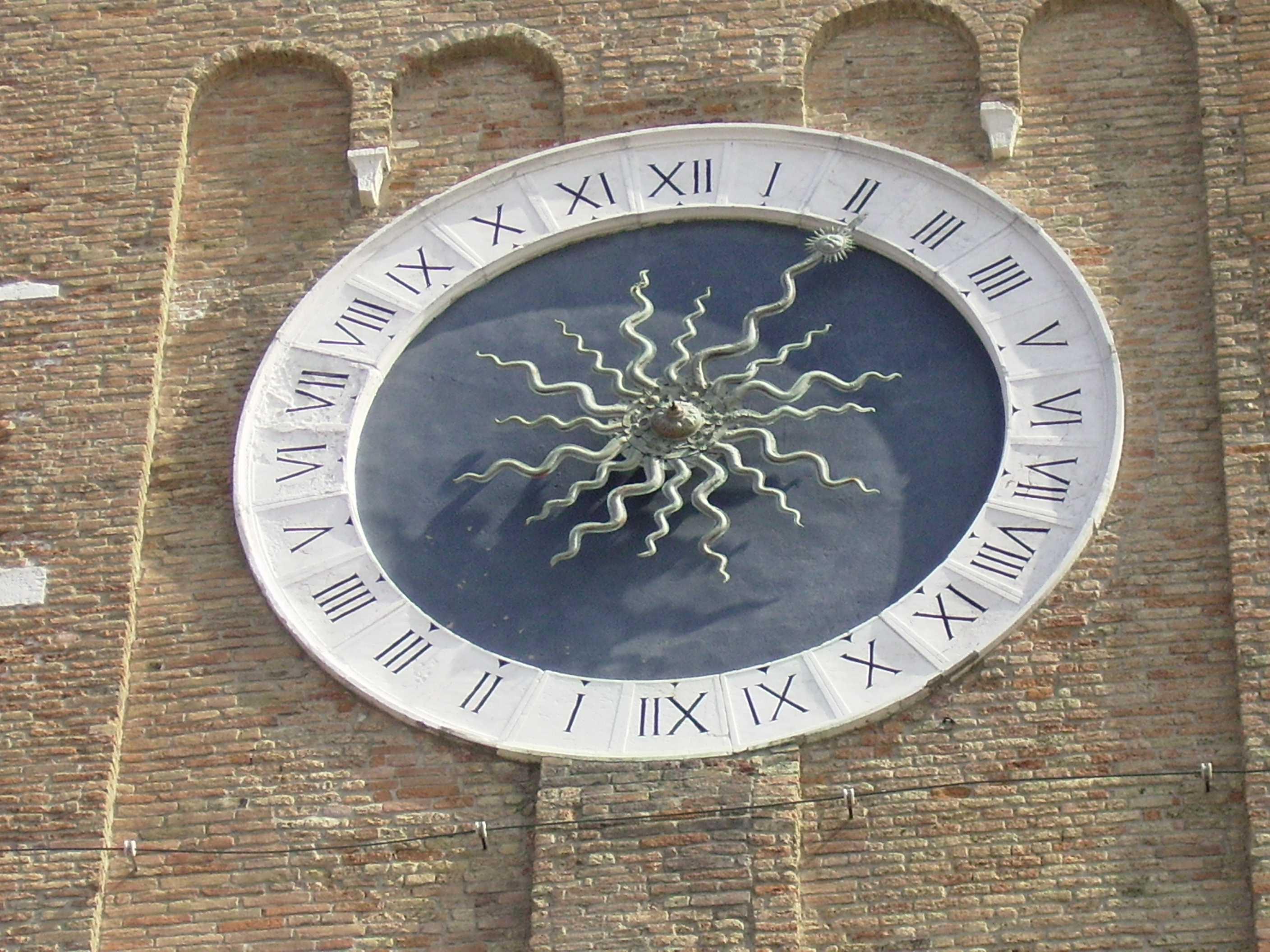
Relógio da torre de Santo André, o mais antigo do mundo (segundo estudos recentes que demonstraram a sua antiguidade face ao de (Salisbury), Grã-Bretanha

Em 568, os Lombardos apareceram em solo itálico, descendo os Alpes e passando por Veneza, comandados pelo seu rei Alboino. Em menos de um século cai o Império Romano do Ocidente e sucedem-se os domínios Érulos, Ostrogodos, Bizantinos e, por fim, o dos Lombardos.
No que concerne a Chioggia e às outras cidades lagunares, foram dominadas pelos povos sobreditos, excepção feita aos Lombardos que não conseguiram conquistar os territórios, mas, ainda assim, mantiveram uma importante independência, causada pela dependência do distante Império de Constantinopla. Formou-se assim, o primeiro Estado Veneziano, composto pelas maiores cidades do litoral adriático governadas por tribunos. As ilhas mais importantes eram: Grado, Bibione, Caorle, Eraclea, Equilio, Torcello, Murano, Rialto, Malamocco, Poveglia, Chioggia major e Chioggia minor.
A Chioggia major correspondia à actual Chioggia no interior da lagoa, enquanto que a menor correspondia, aproximadamente, à fachada marítima da actual Sottomarina.
Todas as cidades eram autónomas e governadas independentemente, salvo alguns casos de interesse comum em que as decisões eram tomadas de comum acordo.
Para tentar lidar com as invasões da parte dos Lombardos que habitualmente ocorriam em terras venezianas, em 697 reuniram-se em Eraclea todos os tribunos, nobres e bispos da cidade. Daquele concílio, saiu uma nova magistratura que - até à queda da Sereníssima - permaneceu como a mais alta posição institucional: O Doge. Graças ao primeiro Doge, Paoluccio Anafesto, os confins da República foram finalmente definidos com rigor, oficializando a independência das terras lagunares. Chioggia pôde, assim, finalmente, estabelecer os seus domínios do porto da cidade ao rio Ádige, e do mar de Bebe a Conche, com a liberdade de cultivo, pesca, fabrico e plantação de salinas e de sal.

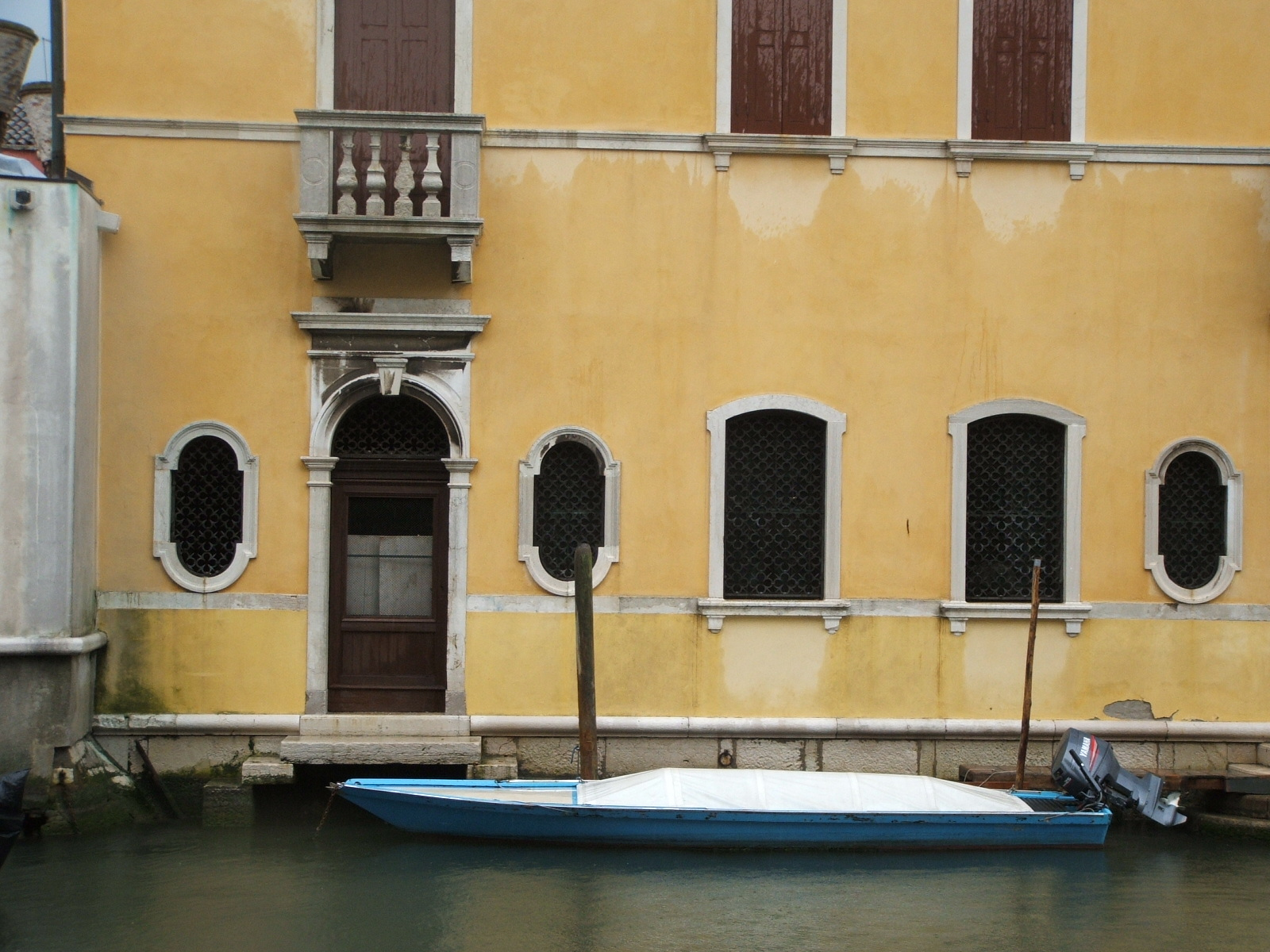
Palácio em estilo veneziano de cores vivas, sobreposto ao Canal Vena, que corta longitudinalmente Chioggia e que é um dos lugares mais pitorescos da cidade

Com o fim do Reino Lombardo, sucedeu-lhe o Reino dos Francos liderado por Carlos Magno, que deu o Reino de Itália a seu filho Pepino em 781 d.C. A independência da República não era muito apreciada pelo novo rei; tanto que em 809 declarou guerra à Confederação Veneta, atacando todas as ilhas que davam para o mar, incluindo as duas Chioggias que, cercadas por terra e por mar, não puderam resistir muito tempo. Felizmente, os baixos canais lagunares conseguiram parar Pepino que falhou ao tentar conquistar a sede ducal que, na altura, tinha sido transferida para o Rialto. No final do conflito, a República de Veneza estava salva, ainda que severamente afectada em muitas das suas cidades - entre as quais Malamocco que não conseguiu recuperar, a ponto de quase desaparecer por completo passados uns séculos. Ao invés, para o Rialto, foi o início da ascensão, com as migrações que se seguiram, a pequena ilha cresceu ao ponto que surge designada como cidade representativa de todos os habitantes do Veneto, mudando o seu nome para Veneza. Com a invasão dos Húngaros, Chioggia sofreu uma destruição ainda mais pesada, em menos de cem anos, dado que, depois da guerra de Pepino, não havia mais defesas adequadas ao sul da cidade. Os habitantes de Chioggia encontraram-se sozinhos frente ao exército húngaro, uma vez que a defesa veneziana se reunira em Albiola, a actual San Pietro in Volta.
Chioggia fazia então parte da diocese de Malamocco, antiga capital da República, mas uma série de eventos naturais, como o abaixamento do solo, tempestades violentas e a erosão marítima, aniquilaram lentamente a cidade que se despovoou e acabou submersa. Ora, tendo-se tornado Chioggia a cidade mais importante da diocese, no ano de 1110 decide-se mover a própria sede episcopal para a cidade do sal, trazendo as relíquias dos Santos mártires Félix e Fortunato, ainda hoje padroeiros da cidade.
Os anos posteriores foram um período de prosperidade para Chioggia, ainda que intervalados com algumas pequenas guerras com Pádua e Treviso e com a chegada de Frederico I da Germânia, o Barba-Ruiva que, em 1177, ali firmou o "Tratado Clodiano", preliminar aquele de Veneza que marcou um breve período de paz entre o Império e as cidades italianas. Do ponto de vista político e administrativo, passou-se do tribuno à "Podestà", um representante da República de Veneza nas cidades mais importantes que assinalou o início da supremacia veneziana sobre as políticas das outras cidades do Véneto.

### Notícias históricas

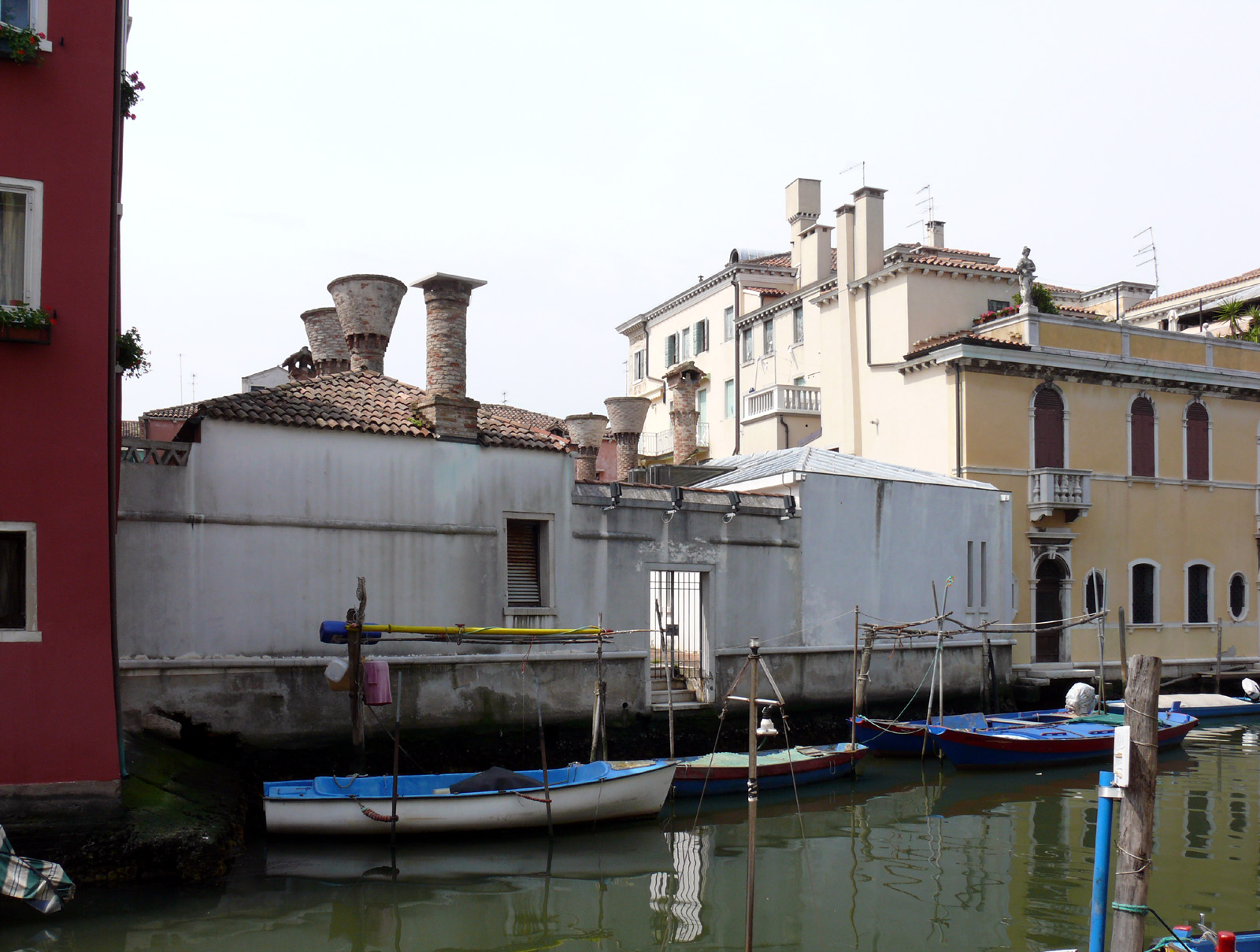
Canal Vena - chaminés pitorescas

Uma página importante da história da cidade deu-se durante a chamada Guerra de Chioggia (re-evocada no Palio della Marciliana), o último confronto entre a Sereníssima República de Veneza e a República de Génova, sendo por esta conquistada em 1378 e, finalmente, por Veneza em Junho de 1380. Embora a cidade tenha permanecido largamente autónoma, ficou depois sempre subordinada a Veneza. A 14 de Março de 1381, Chioggia firmou uma aliança com Zadar e Trogir contra Veneza. Foi aí, então que, perante a tomada do monopólio do comércio (e consumo do sal) no Adriático por Šibenik, que Chioggia ficou melhor protegida por Veneza em 1412.
Em 1438 é fundado o que é considerado o primeiro estaleiro do mundo, o Estaleiro Naval de Camuffo, transferido em 1840 para Portogruaro.
Chioggia fez parte da República de Veneza até 1797, ano em que esta cai nas mãos das tropas de Napoleão Bonaparte.
Em 1812 Domenico Poli funda em Chioggia o Estaleiro Naval Poli.
Depois do Tratado de Campoformio, em 1798, a cidade passou para as mãos da Áustria, sob cuja soberania permanece - excepto por um breve período em que os
franceses a dominaram de novo - até 1866, ano em que Chioggia é anexada ao jovem Estado Italiano, no fim da Terceira guerra de independência italiana, quando, mal grado as derrotas militares sofridas pelas forças italianas (com a notável excepção das formações de Garibaldi), graças à aliança com a Prússia, o governo austríaco foi obrigado a ceder o Veneto e a parte do actual nordeste à Itália.
Durante a Segunda Guerra Mundial a cidade arriscou-se a ser bombardeada pela aviação aliada. Somente graças à revolta dos cidadãos, os fascistas se renderam e a 27 de Abril de 1945,a cidade foi libertada pelas forças aliadas.

## Monumentos e locais de interesse

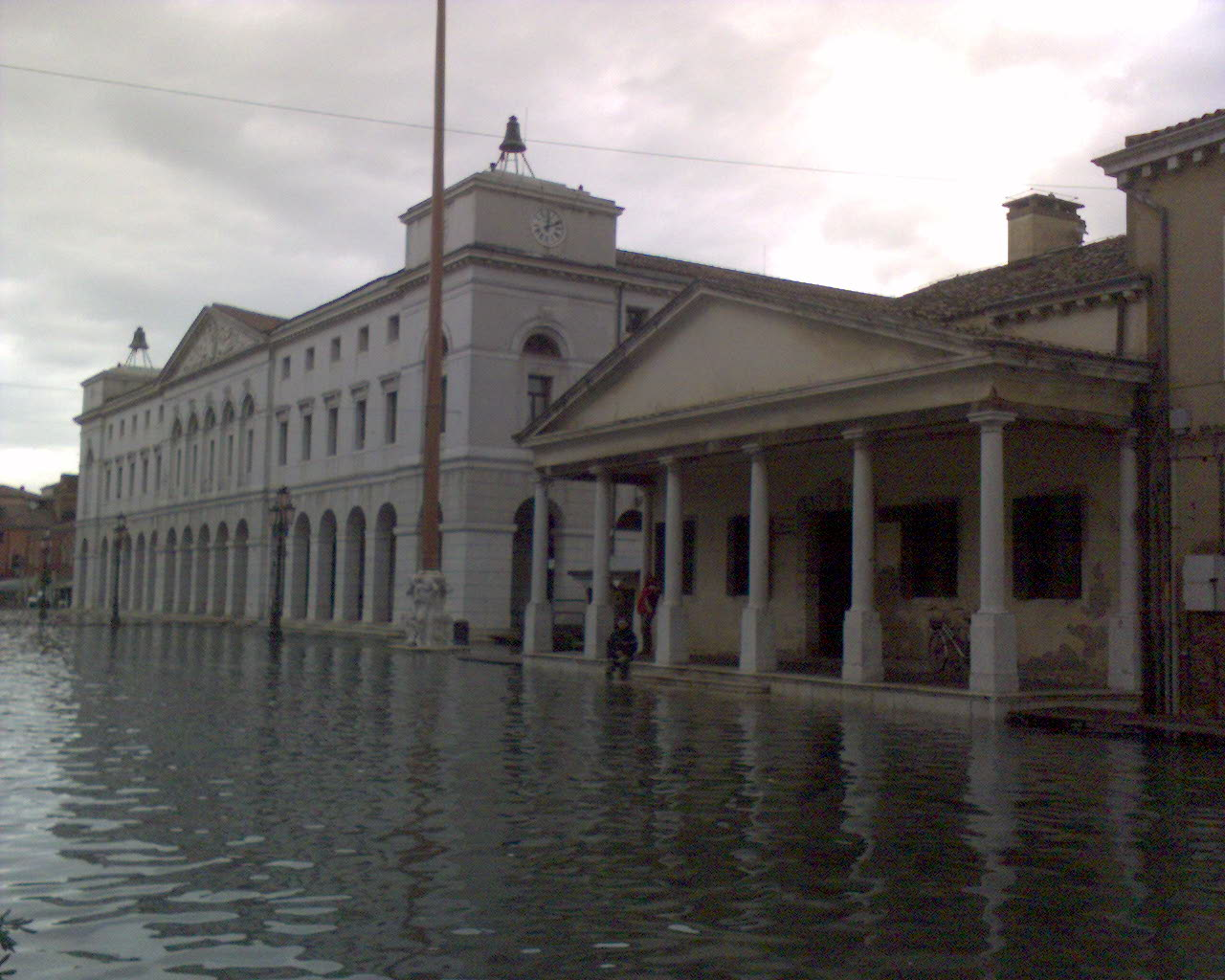
Palácio Municipal e Loggia dei Bandi invadida pela Acqua alta.

Carlo Goldoni - que habitou alguns anos no Palazzo Poli - colocou esta cidade como pano de fundo de uma das suas comédias mais conhecidas, a Le baruffe chiozzotte (As zaragatas em Chioggia), representada pela primeira vez no Teatro San Luca de Venezia em 1762.
Assim descreve Goldoni a cidade de Chioggia no prefácio de Baruffe:
Chiozza (Chioggia em dialecto veneto-chiozziotto) é uma bela e rica cidade, distante vinte e cinco milhas de Veneza, plantada também essa sobre lagoas, isolada mas ligada à Península por meio de uma longuíssima ponte de madeira que comunica com terra firme. Tem um Governador que possui o título de Podestà, que é sempre uma das principais Casas Patrícias da República de Veneza e à qual pertence. Tem um Bispo, para lá transportado da antiga Sé de Malamocco. Tem um porto com muita vida, cómodo e bem fortificado. Lá existe uma classe nobre, civil e mercantil. Há pessoas de grande mérito e distinção. O Senhor da Cidade tem um título de Grande-Chanceler, e tem o privilégio de usar uma túnica de mangas longas e largas, como o Procurador de S. Marcos. Em suma, ela é uma cidade respeitável.
Carlo Goldoni, Le baruffe chiozzotte (Zaragatas em Chioggia], 1762.

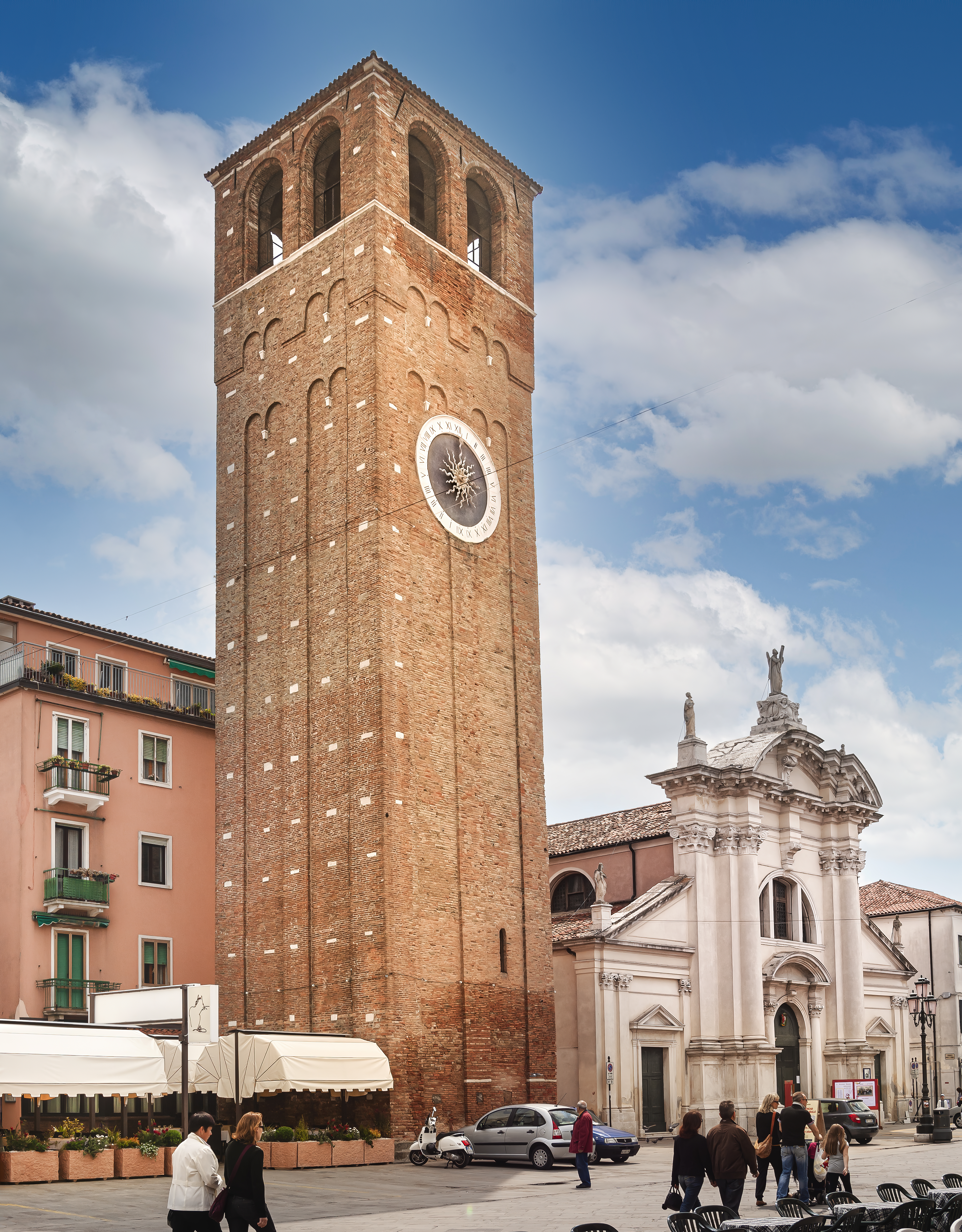
Campanário e Igreja de Santo André Apóstolo, situada no Corso del Popolo.

Se observado de alto, o centro histórico de Chioggia tem a forma de uma espinha de peixe. A cidade é denominara de Pequena Veneza por serem as características urbanísticas da zona antiga, muito semelhantes às de Veneza, a capital do Veneto à qual a cidade está ligada. Em Chioggia - espécie de ilha ligada ao continente por algumas ruas - existem - tal como em Veneza . ruas estreitas e canais. O principal - do ponto de vista turístico, pelos palácios típicos e das igrejas que lhes são fronteiras - é o citado Canal Vena, atravessado por nove pontes, em muitos aspectos semelhantes àquelas presentes em Veneza.
A mais imponente é a Ponte Vigo que fecha o canal perto da lagoa que conduz à praça homónima em frente à Estação de barcos que levam a Pellestrina na qual se encontra uma alta coluna encimada pelo leão de S. Marcos, símbolo do orgulho veneto, mas, ironicamente apelidado pelos venezianos por il gattone porque este é de dimensões muito inferiores quando comparado ao leão de Veneza, causa de fortes zaragatas; as famosas "baruffe", entre venezianos e chioggiotti, que se sentem ofendidos pelo desprezo que tal diminutivo pressupõe.
Os outros canais que atravessam ou circundam perpendicularmente Chioggia são o Canal Lusenzo, a sul, o Canal Lombardo, a oeste, e o Canal San Domenico, a este. A parte mais exterior da cidade é chamada de Riva Mare, embora, em verdade, não tenha fachada para a lagoa; o seu nome deriva da sua posição saliente virada para o mar.

## Demografia
| Variação demográfica do município entre 1861 e 2011                               |
|                                                                                   |
| Fonte: Istituto Nazionale di Statistica (ISTAT) - Elaboração gráfica da Wikipedia |

### Arquitectura religiosa

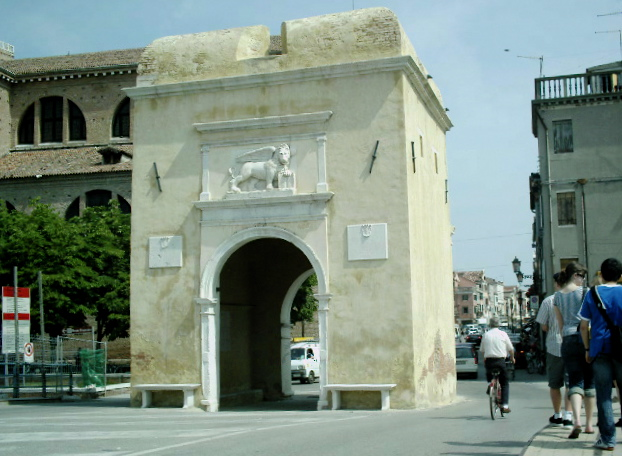
A porta de Santa Maria, acesso meridional à cidade.

São numerosas as igrejas católicas presentes no território.

#### Catedral de Santa Maria Assunta (Nossa Senhora da Assunção)
Santa Maria Assunta é Sé catedral da diocese homónima.

#### Basílica de San Giacomo Apostolo (S. Tiago Maior)
A Basílica contém o cepo sobre o qual (segundo uma lenda popular) se sentou a Virgem Maria com Cristo morto nos braços, e a imagem que, segundo a tradição, retrata a cena (Não se conhece o nome do artista porque se pensa ter sido um dom divino).
A igreja contém alguns frescos e a escultura dos "Sete Dons". Em Março de 1906, o papa Pio X elevou-a à dignidade de basílica menor.
Junto à Basílica encontram-se a Pinacoteca e a Chiesa dei Rossi, ou da Santíssima Trindade, com um claustro privado no seu interior.

#### Igreja de Santo André
A Igreja de Santo André, que remonta ao século XVIII, tem ao seu lado uma torre de estilo românico - dita Torre do Relógio que data do século XI-século XII é, ao mesmo tempo, uma torre de defesa e de vigia militar. Possui no seu interior o relógio de torre mais antigo do mundo, realizado por Giovanni Dondi dell'Orologio (estudos recentes provaram a sua precedência sobre um outro de Salisbury). No interior do edifício religioso está presente uma Crucifixão de Jacopo Palma, o Velho (1480-1528) e o baptistério atribuído a Jacopo Sansovino. O órgão de Gaetano Callido foi restaurado em 2005 pelo Maestro Alessandro Girotto.

#### Igreja da Santíssima Trindade (Chiesa della Santissima Trinità)
O complexo tem sido desenvolvido desde 1528 por iniciativa da  Confraria dos Batidos do Santíssimo Crucifixo, que venerava o antigo "crucifixo articulado", num nicho sobre o armário, na parede do fundo. O Oratório doi construído na segunda metade do século XVI, enquanto que o tecto foi rebocado de telas entre 1595 e 1602 com pinturas de Jacopo Palma, o Jovem, Pietro Damini e Andrea Vicentino. Entre 1703-1707 foi construída a igreja actual, em forma de cruz grega, no lugar da quinhentista, agora em ruínas. Abriga agora a Galeria de Arte da cidade.

#### Chiesa di San Domenico - Santuario del Cristo
A igreja fica numa pequena ilha, separada de Chioggia pelo Canal de S. Domingos (canale di San Domenico). A fundação da igreja data do século XIII, sendo primeiramente administrada pelos dominicanos e depois pelos jesuítas. A igreja foi radicalmente modificada no século XVIII no século XIX. O seu interior é composto de uma nave única, com presbitério e algumas capelas laterais. Ali estão preservados alguns quadros valiosos incluindo São Paulo estigmatizado, última obra conhecida de Vittore Carpaccio e Crucifixo que fala a S. Tomás de Aquino de Tintoretto.

## Cultura

### Educação

#### Universidade
Desde 2001 Pela sua proximidade ao mar, Chioggia é sede de uma cátedra de Estudos de Biologia Marinha, dependente da Universidade de Pádua. Situa-se no Palazzo Grassi, nas margens do Canal Vena, não muito distante da Ponte Vigo e do Museo di zoologia adriatica Giuseppe Olivi, que expõe a mais antiga colecção de animais marinhos do Mar Adriático. Na Ilha de San Domenico situa-se a Estação Hidrobiológica Umberto D'Ancona, sede de investigação da sobredita Universidade.

#### Museu

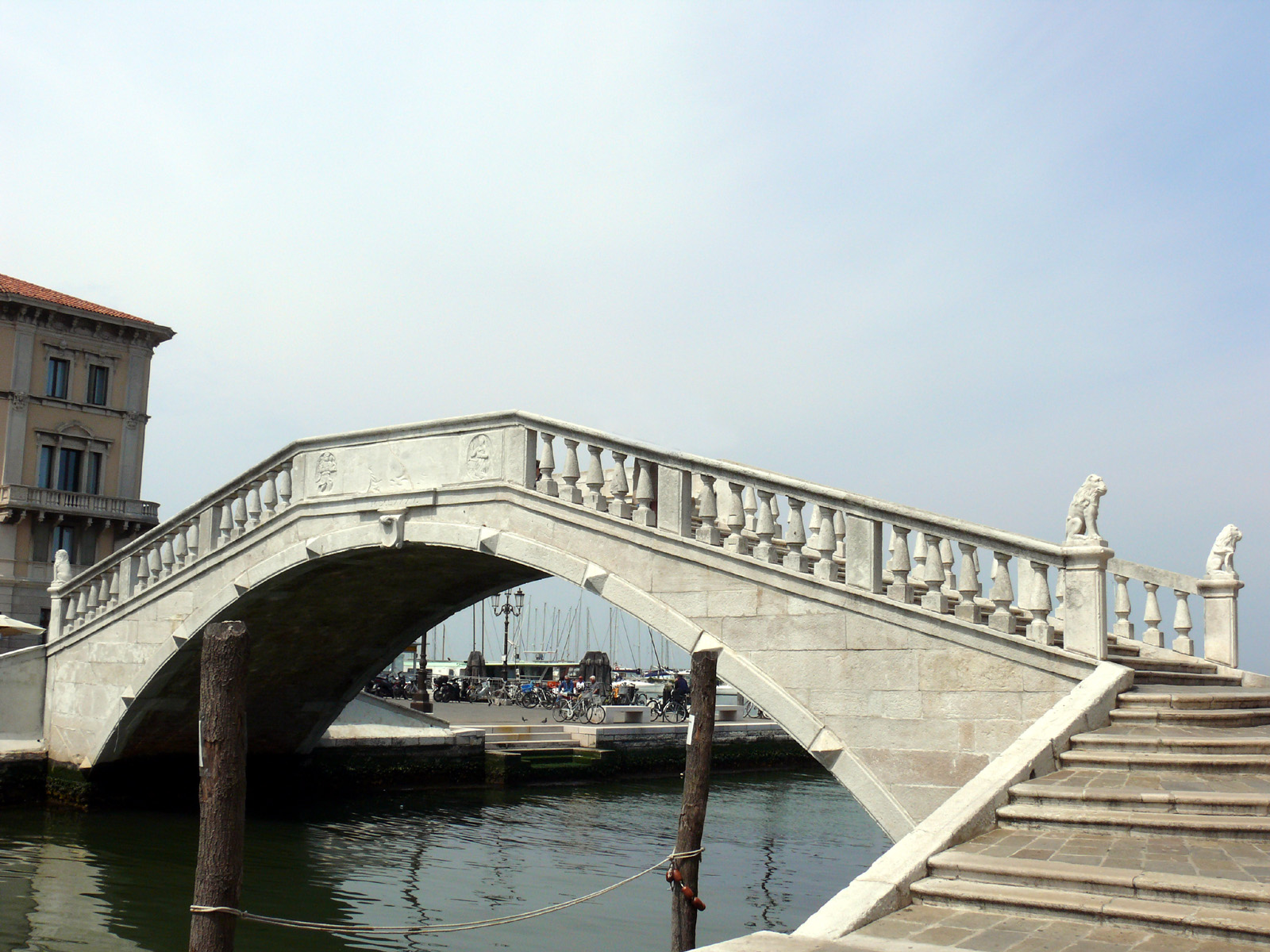
A ponte de Vigo é a última ponte para atravessar, perto da lagoa, o Canal Vena.

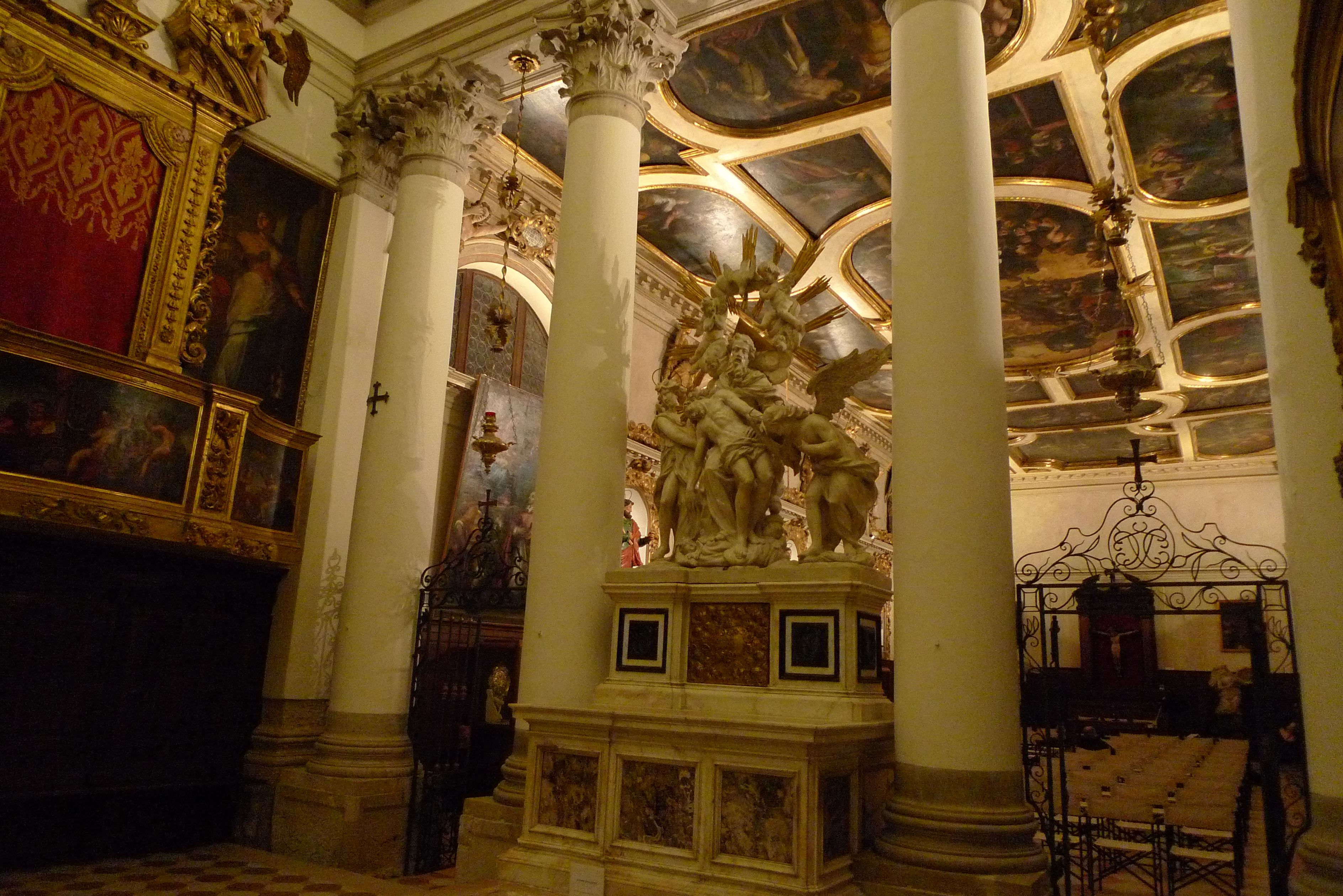
La pinacoteca.

De relevo cultural encontramos o Museo Civico della Laguna Sud localizado perto da Catedral e a pouca distância da Porta de Santa Maria, no Campo Marconi 1. Hospedado no antigo convento de S. Francisco fora dos muros, documenta a evolução histórico-ambiental do território chioggiotto.
Por outro lado, perto da Ponte de Vigo, o Palazzo Grassi hospeda o Museo di zoologia adriatica Giuseppe Olivi: um museu universitário aberto ao público, que oferece a oportunidade de conhecer o ambiente marinho adriático e os seus organismos, para além da possibilidade de ver em primeira mão um exemplar do tubarão-frade de 8 metros.
Outro Museu: O Museu Diocesano de Arte Sacra. Possui obras de Paolo Veneziano, Cima da Conegliano, Jacopo Palma, o Velho, Andrea Brustolon e a última obra de Carpaccio, trasladada do Santuário de San Domenico.

Apresenta ainda uma galeria de arte: A pinacoteca da Santíssima Trindade no oratório Homónimo de 1500. Contém quadros de Andrea Vicentino e Pietro Damini.

### Media

#### Jornais
Os jornais locais vendidos na cidade que lidam com notícias locais são dois: la Nuova Venezia e Il Gazzettino. Também o Corriere della Sera edita um jornal local: o Corriere del Veneto vendido como a parte do Veneto do famoso jornal nacional. No entanto, ao contrário de outros jornais, o Il Corriere del Veneto não trata de assuntos locais clodienses de um modo continuado, mas somente em caso de notícias particularmente relevantes. Outros periódicos difundidos nesta cidade são: o Nuova Scintilla (Semanal), o Il Dialogo (imprensa livre), e o La Piazza (mensal).

### Eventos
- No mês de Maio ocorre a tradicional Festa Popolare dedicada a Maria Auxiliadora, no oratório salesiano situado na parte sul da cidade.
- Em Junho ocorre uma recriação histórica em estilo medieval (La Marciliana) com cortejo histórico e competições entre as antigas "contrades".
- Em Julho, o Festival do Peixe atrai numerosos turistas que podem escolher cardápios gastronómicos próprios de Chioggia a partir de 4 bancas levantadas para o efeito.
- Em 1979, Chioggia foi sede de uma emissão televisiva dos célebres Jogos sem Fronteiras, apresentados por Milly Carlucci e Michele Gammino. Nela participaram as cidades de Izegem (Bélgica), Monthey (Suíça), Aurich (Alemanha), Troyes (França), Dudley (Grã-Bretanha), Évora (Portugal), Bar (Jugoslávia) e a equipa da casa, Chioggia (Itália), que venceria a emissão com 46 pontos[20].
- Em 1990, Chioggia foi etapa de uma emissão do Festivalbar, um notabilíssimo festival musical de Verão, para a época.